# اوتفرید فیشر
اوتفرید فیشر (انگلیسی: Ottfried Fischer؛ زادهٔ ۷ نوامبر ۱۹۵۳) یک هنرپیشه، و صدا پیشه اهل آلمان است.